# 馬科斯·吉隆

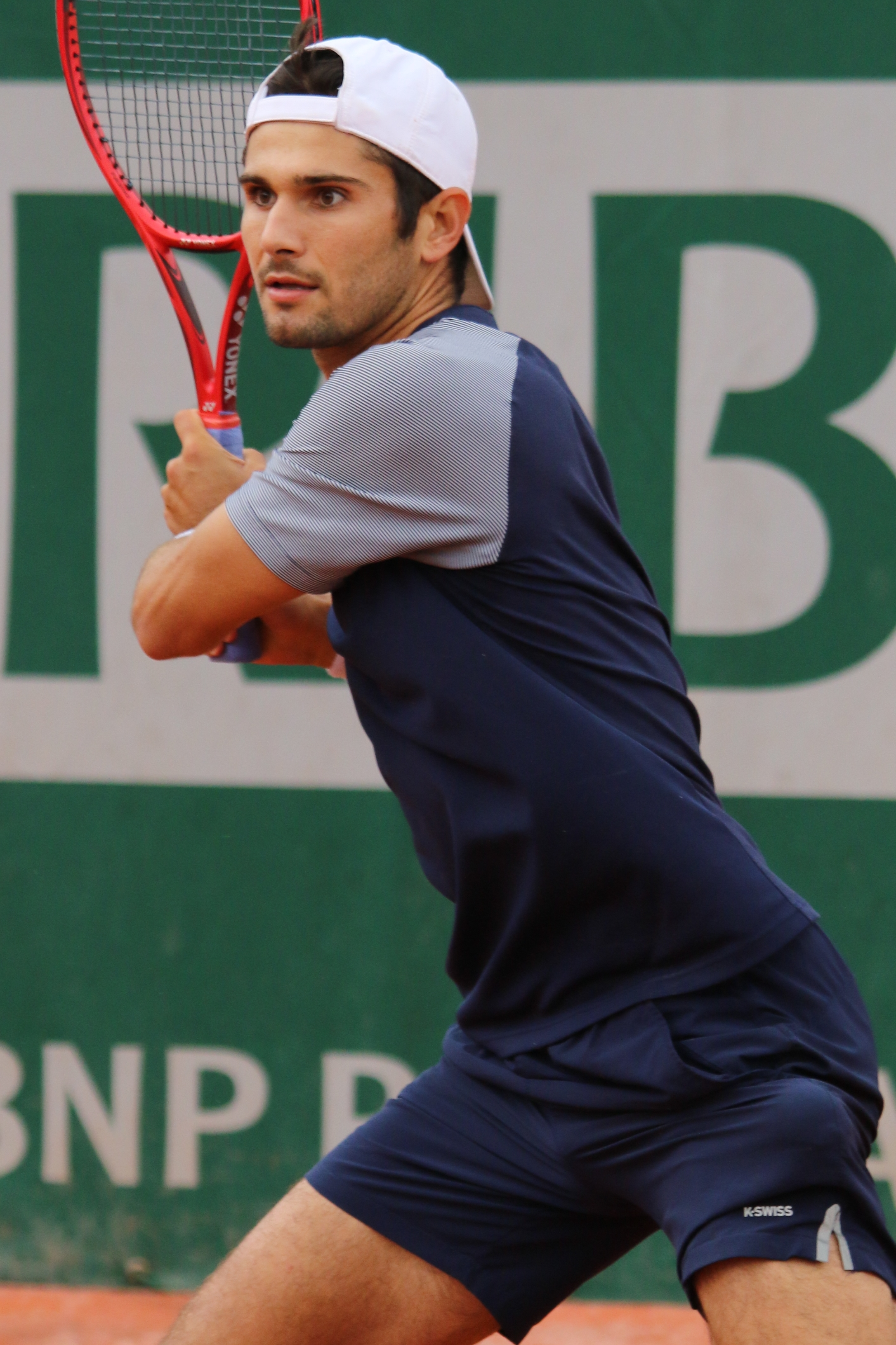

馬科斯·吉隆（英語：Marcos Giron；1993年7月24日—）是美國的一位網球選手。他迄今最高的世界排名記錄是在2021年7月12日創出的第64位。2014年，他為UCLA贏得NCAA的I級網球錦標賽男子單打冠軍。

## 外部連結
- 馬科斯·吉隆（英文/西班牙文）的官方資料